# Ґожиці (Куявсько-Поморське воєводство)
Ґожиці (пол. Gorzyce, нім. Schöneck) — село в Польщі, у гміні Жнін Жнінського повіту Куявсько-Поморського воєводства.
Населення — 335 осіб (2011).
У 1975-1998 роках село належало до Бидгощського воєводства.

## Демографія
Демографічна структура станом на 31 березня 2011 року:
|          | Загалом | Допрацездатний вік | Працездатний вік | Постпрацездатний вік |
| -------- | ------- | ------------------ | ---------------- | -------------------- |
| Чоловіки | 170     | 36                 | 114              | 20                   |
| Жінки    | 165     | 38                 | 86               | 41                   |
| Разом    | 335     | 74                 | 200              | 61                   |